# Antra lyga
Antra lyga (žemaitiska 2. līga) är namnet på tre olika serier inom litauisk herrfotboll. 

## Format
Säsongen 2021 deltar 20 lag i ligan. Tredje högsta serie den var uppdelad i södra och västra zonen (till 2021).
Säsongen 2022 deltar 18 lag i ligan.

## Klubbar

### Licens 2022
Lista över Antra lyga licenstagare:
| #   | Lag              | Licens     |
| --- | ---------------- | ---------- |
| 1.  | FK Sveikata      |            |
| 2.  | FK Saned         |            |
| 3.  | FK Šilutė        |            |
| 4.  | FM Ateitis       |            |
| 5.  | FK Tauras        |            |
| 6.  | VJFM Fortūna     |            |
| 7.  | Klaipėdos FM     |            |
| 8.  | FK Transinvest   |            |
| 9.  | FK Viltis        |            |
| 10. | Hegelmann B      |            |
| 11. | Jonava B         |            |
| 12. | Džiugas B        |            |
| 13. | Žalgiris C       |            |
| 14. | Kauno Žalgiris B | Pirma lyga |
| 15. | Radviliškio SC   |            |
| 16. | Utenos Utenis    |            |
| 17. | Dainava B        |            |
| 18. | Sūduva B         | Pirma lyga |
|     |                  |            |
| 19. | Nevėžis B        |            |
| 20. | BFA B            |            |
| 21. | FK Dembava       |            |
| 22. | FK Ekranas       |            |

### Antra lyga 2021
- Antra lyga 2021 (20 lag).[3]

| Lagnamn             | Kommentar |
| ------------------- | --------- |
| FK Ekranas          | Licens    |
| FK Šilutė           | Licens    |
| FK Utenis           | Licens    |
| FK Saned            | Licens    |
| FK Sveikata         | Licens    |
| FM Ateitis          | Licens    |
| Džiugas B           | Licens    |
| Nevėžis B           | Licens    |
| SG-FA Šiauliai B    | Licens    |
| DFK Dainava B       | Licens    |
| BFA B               | Licens    |
| Žalgiris C          | Licens    |
| Klaipėdos FM        | Licens    |
| Jonava B            | Licens    |
| Hegelmann Litauen B | Licens    |
| Neptūnas B          | Licens    |
| Kauno Žalgiris C    | Licens    |
| VJFM Fortūna Kaunas | Licens    |
| FK Viltis           | Licens    |
| FK Panerys          | Licens    |

### Antra lyga 2019
Antra lyga 2019

### Södra zonen
| Nr  | Lagnamn          | Kommentar                   |
| --- | ---------------- | --------------------------- |
| 1.  | FK Utenis        |                             |
| 2.  | FK Šilas         |                             |
| 3.  | Marijampolė City |                             |
| 4.  | Panevėžys B      | reservlag FK Panevėžys      |
| 5.  | Kauno Žalgiris B | reservlag FK Kauno Žalgiris |
| 6.  | Sūduva B         | reservlag FK Sūduva         |
| 7.  | Sveikata         |                             |
| 8.  | Tera             |                             |
| 9.  | Viltis           | en deltagare utan licens    |
| 10. | Ateitis          | en deltagare utan licens    |
| 11. | Vidzgiris        | en deltagare utan licens    |
| 12. | Nevėžis B        | en deltagare utan licens    |
| 13. | Aukštaitija      | en deltagare utan licens    |

### Västra zonen
| Nr  | Lagnamn          | Kommentar                                       |
| --- | ---------------- | ----------------------------------------------- |
| 1.  | Akmenės Cementas |                                                 |
| 2.  | Kelmės FK        | Eller FK Kražantė Kelmė                         |
| 3.  | FK Babrungas     |                                                 |
| 4.  | FK Šilutė        |                                                 |
| 5.  | Banga B          | reservlag FK Banga Gargždai                     |
| 6.  | Džiugas B        | reservlag FC Džiugas Telšiai                    |
| 7.  | Palanga B        | reservlag FK Palanga                            |
| 8.  | Saned Joniškis   |                                                 |
| 9.  | FSK Radviliškis  | Eller Radviliškio SC                            |
| 10. | Atlantas B       | en deltagare utan licens; reservlag FK Atlantas |